# Тракседское староство
Тра́кседское староство (лит. Traksėdžio seniūnija) — одно из 14 староств Шилальского района, Таурагского уезда Литвы. Административный центр — город Шилале.

## История
Образовано 1 января 2004 года, путём отделения от Шилальского сельского староства. С 2006 года до 2007 года должность старосты занимал Витаутас Аудинис.

## География
Расположено на западе Литвы, в центральной части Шилальского района, на Западно-Жямайтском плато.
Граничит с Жадейкяйским староством на севере, Кведарнским — на северо-западе, Паюрисским — на западе и юге, Шилальским сельским — на востоке и юге, Шилальским городским — на юге, и Лаукувским — на северо-востоке.

## Население
Тракседское староство включает в себя 30 деревень.